# Orchis punaise
Anacamptis coriophora
Espèce
Classification phylogénétique
L’Orchis punaise, ou Orchis à odeur de punaise (Anacamptis coriophora, synonyme ancien: Orchis coriophora), est une espèce de plantes à fleurs de la famille des Orchidaceae. C'est une orchidée terrestre d'Europe, de la Méditerranée et du Moyen-Orient.

## Description
Cette plante de 30 cm de hauteur environ a des feuilles allongées, son nom vient de l'odeur caractéristique de ses fleurs dont la couleur varie du pourpre foncé au vert olive.

### Caractéristiques
Organes reproducteurs
- Couleur dominante des fleurs : rose
- Période de floraison : mai-juillet
- Inflorescence : épi simple
- Sexualité : hermaphrodite
- Pollinisation : entomogame

Graine
- Fruit : capsule
- Dissémination : anémochore

Habitat et répartition
- Habitat type : pelouses acidophiles méditerranéennes
- Aire de répartition : méditerranéen occidental, c'est une espèce en voie de disparition qui est protégée en France sur tout le territoire.

Données d'après : Julve, Ph., 1998 ff. - Baseflor. Index botanique, écologique et chorologique de la flore de France. Version : 23 avril 2004.

## Autres espèces du genre
Les dernières classifications tendent à disperser quelques espèces du genre Orchis vers le genre Anacamptis, qui de fait, n'est plus monospécifique. Outre A. coriophora on trouve :
- Anacamptis champagneuxii, Orchis de Champagneux
- Anacamptis collina
- Anacamptis laxiflora (Lam.) R.M. Bateman, Pridgeon & M.W. Chase, Orchis à fleurs lâches
- Anacamptis longicornu, Orchis à long éperon
- Anacamptis morio, Orchis bouffon
- Anacamptis palustris, Orchis des marais
- Anacamptis papilionacea, Orchis papillon
- Anacamptis picta, Orchis orné
- Anacamptis pyramidalis, Orchis pyramidal

## Sous-espèces
- Anacamptis coriophora subsp. coriophora (L.) Bateman, Pridgeon & Chase
- Anacamptis coriophora subsp. fragrans (Pollini) Bateman, Pridgeon & Chase

## Galerie de photos

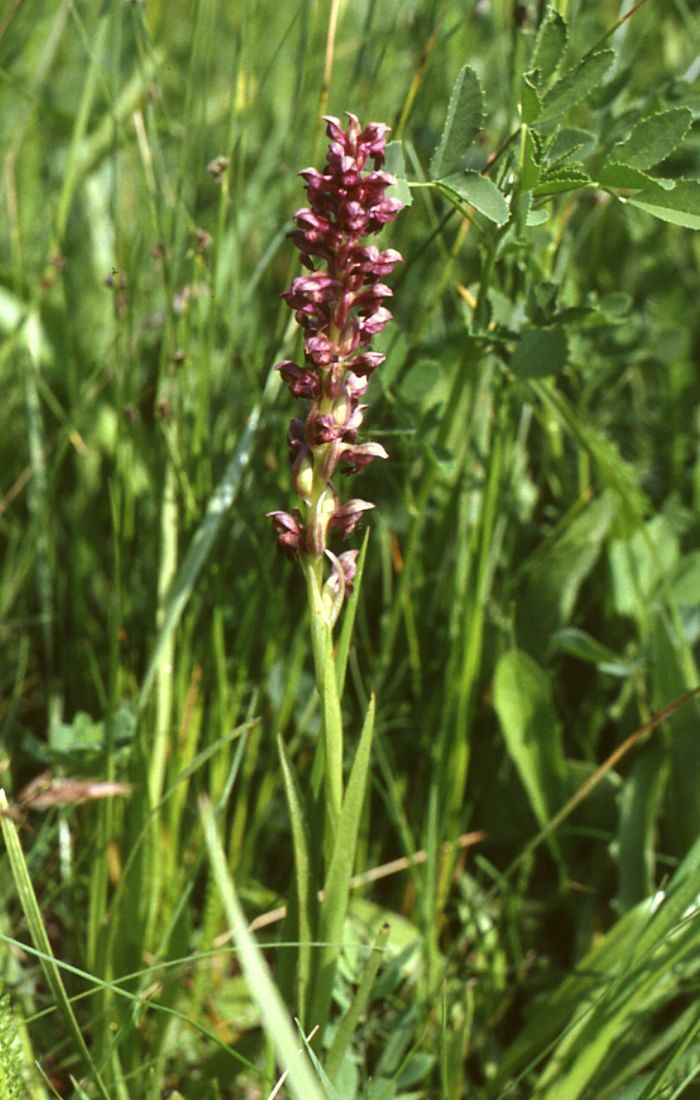
Vue générale.
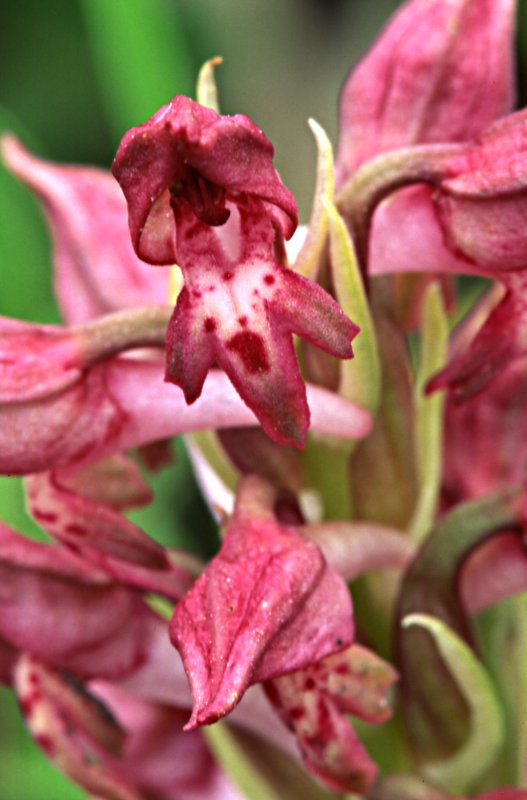
Vue précise d'une des fleurs.
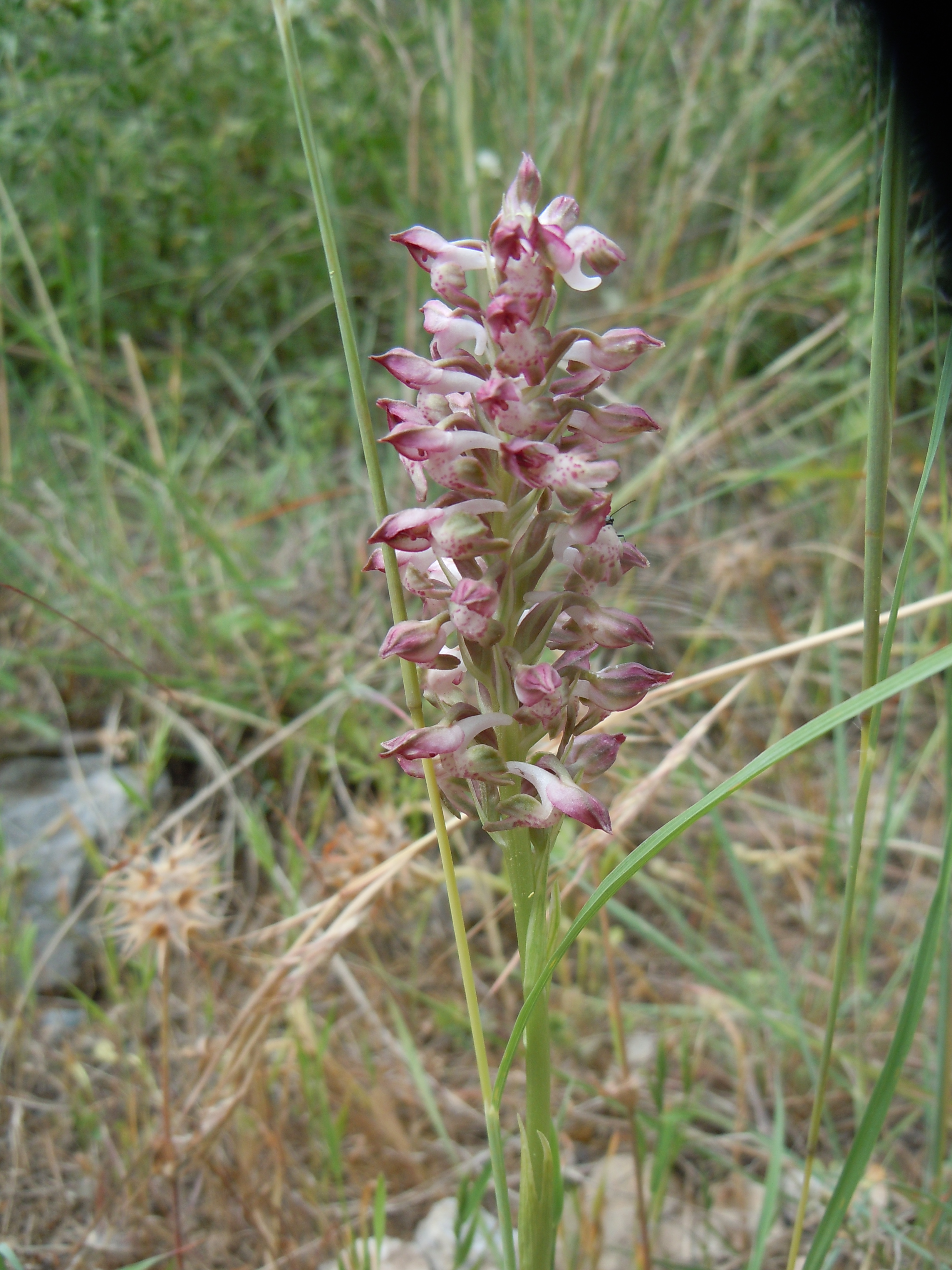
Sous-espèce fragrans en Grèce.

## Protection
En France, l'espèce est protégée sur l'ensemble du territoire métropolitain, mais aussi en Alsace. Elle figure sur la liste rouge régionale de la flore vasculaire d'Île-de-France et sur la liste rouge régionale des espèces de plantes du Nord-Pas-de-Calais.
Elle fait l'objet d'arrêtés de protection du biotope dans le Finistère.
En Belgique, elle est légalement protégée
En Suisse, l'espèce figure sur la liste rouge des plantes.
La sous-espèce fragrans est protégée en Algérie.